# Kassandra (schiereiland)
Kassandra (Grieks: Κασσάνδρεια, Kassándria) is het westelijkste schiereiland van Chalcidice in Griekenland. Het ligt ten westen van het middelste schiereland Sithonia, waar het van gescheiden is door de Baai van Kassandra (Kolpos Kassandras). Van de drie schiereilanden van Chalcidice ligt Kassandra het dichtst bij Thessaloniki.
Een kanaal bij Nea Potidaia in het noorden scheidde het schiereiland enige tijd van de rest van Chalcidice, maar tegenwoordig lopen hier twee bruggen overheen.
Kassandra kent pittoreske vissersplaatsjes, een mooie groene natuur, stranden en ook toeristische oorden.
Een grot bij Petralona is belangrijk voor de paleontologie, omdat hier het skelet van de oudste mensachtigen werd opgegraven van een miljoen jaar geleden die tijdens een van de ijstijden leefden. Vondsten uit deze grot zijn te bezichtigen in een antropologisch museum. 

## Enkele plaatsen op Kassandra
| - Afythos - Dionysiou - Flogita - Fourka - Hanioti - Kalandra - Kallithea - Kassandria - Kiropigi - Mola Kaliva |  | - Nea Plagia - Nea Potidea - Nea Fokea - Nea Skioni - Pefkohori - Polihrono - Sani - Siviri - Sozopolis |